# Синт Никлас
 Тази статия е за града в Белгия.  За окръга вижте Синт Никлас (окръг).  
Синт Никлас (на нидерландски: Sint-Niklaas) е град в северна Белгия, административен център на окръг Синт Никлас в провинция Източна Фландрия. Населението му е около 69 700 души (2006).

## История
На територията на днешния град са открити древни следи от обитаване, но през Римската епоха главен център в областта е съседният град Васмьонстер. Белселе, една от подобщините на днешния Синт Никлас, се споменава в документи от IX век, но историята на самия град започва през 1217 година, когато епископът на Турне основава там църквата „Свети Николай“. Новата енория е в състава на диоцеза на Турне до XVI век, а в политическо отношение е част от графство Фландрия.
Градът, образувал се около църквата, бързо се разраства и в средата на XIII век вече е основен център на областта Васланд. През 1248 година графиня Маргарета II дарява на общината земя с условието тя да остане незастроена – това обяснява необичайно големия градски площад, смятан за най-обширния в Белгия.
Синт Никлас никога не е имал защитни градски стени, но разположението му по средата между големите градове Гент и Антверпен и в близост до река Схелде помагат на неговото развитие. През 1513 година градът получава право да провежда седмичен пазар. През 1580 година църквата претърпява тежки щети от нападение на иконоборци по време на Реформацията. През XVII век Синт Никлъс преживява разцвет с бързото развитие на производството на тъкани от лен и вълна. По това време са построени основните административни сгради и са основани три манастира. През 1690 година градът е силно засегнат от пожар.
През XVIII век производството на текстил бързо се механизира и започва преработката и на памук. През XIX век текстилната промишленост постепенно запада, като процесът се засилва още повече след Втората световна война.

## Известни личности
Родени в Синт Никлас
- Мейрем Алмаджи (р. 1976), политик
- Том Ланоа (р. 1958), писател